# Africa Centres for Disease Control and Prevention
Die Africa Centres for Disease Control and Prevention (kurz: Africa CDC; deutsch etwa: „Afrikanische Zentren für Krankheitsbekämpfung und Schutzmaßnahmen“) sind eine gesetzliche Institution der Afrikanischen Union (AU). Ihre Zuständigkeit ist in fünf regionale Bereiche (Regional Collaborating Centres – Zentren der regionalen Zusammenarbeit) untergliedert, die folgende Großregionen repräsentieren und von einzelnen Standorten betreuen: Nordafrika, Ostafrika, Südliches Afrika, Westafrika und Zentralafrika. Der Sitz von Africa CDC befindet sich am Hauptquartier der Afrikanischen Union in Addis Abeba (Äthiopien).

## Gründung und Anliegen
Die Gründung dieser Institution wurde erstmals auf einem Sondergipfel der AU im Juli 2013 in Abuja angesichts der Bedrohungssituation durch HIV, Malaria und Tuberkulose in afrikanischen Staaten angestoßen.
Im Januar 2016 (30. bis 31. Januar) verabschiedete die 26. Ordinary Assembly of Heads of State and Government (Hauptversammlung der Staats- und Regierungschefs) dann den Beschluss zur Errichtung von Africa CDC. Damit wurden die Statuten Statute of the African Centre for Disease Control and Prevention (African CDC) und die Rahmensetzung für sein Handlungsfeld bestätigt. Africa CDC fungiert als Plattform für den Austausch von Kenntnissen über und Schlussfolgerungen aus Ereignissen im Bereich der öffentlichen Gesundheitsfürsorge.
Die Africa CDC wurden geschaffen, um die Aktivitäten der AU-Mitgliedstaaten im Bereich der öffentlichen Gesundheitsfürsorge zu unterstützen und zu stärken. Zudem sollen durch eine verstärkte Zusammenarbeit gesundheitliche Gefahren schneller und besser erkannt werden, um auf sie zeitnah und wirksam reagieren zu können. Im Einzelnen wird das Ziel verfolgt, die öffentliche Infrastruktur der medizinischen Praxis und Vorsorge stetig zu verbessern, indem eine ausgewogene personelle Struktur, ausreichende Kapazitäten für das medizinische Monitoring, die Labordiagnostik und für Notfälle sowie Katastrophen angestrebt wird.
Weitere konkrete Aufgaben (Auswahl) bestehen in folgenden Handlungsfeldern:
- Unterstützung bei oder Durchführung von Gefahrenkartierungen und Risikobewertungen in Regionen und auf nationaler Ebene für die Mitgliedstaaten.
- Harmonisierung der Maßnahmen zur Krankheitsbekämpfung und -prävention, der Überwachungssysteme sowie der diesbezüglichen Politikprozesse in den Mitgliedstaaten.
- epidemiologische und Laborausbildungsprogramme in den Mitgliedsstaaten.
- Gründung von Frühwarn- und Reaktionsüberwachungsbasen, um alle Gesundheitsbedrohungen und Gesundheitsnotfälle sowie Naturkatastrophen rechtzeitig und nachhaltig anzugehen.

## Statut
Das Statut von Africa CDC besteht aus 34 Artikeln, in denen die Zuständigkeit, Struktur und Arbeitsweise (Abschnitt 3, Operations of the Africa CDC) dieser Institution als Teil der Afrikanischen Union bestimmt ist. Zudem werden darin Aussagen über den Finanzhaushalt sowie die Zusammenarbeit mit den AU-Mitgliedsstaaten und der WHO getroffen.

## Organe

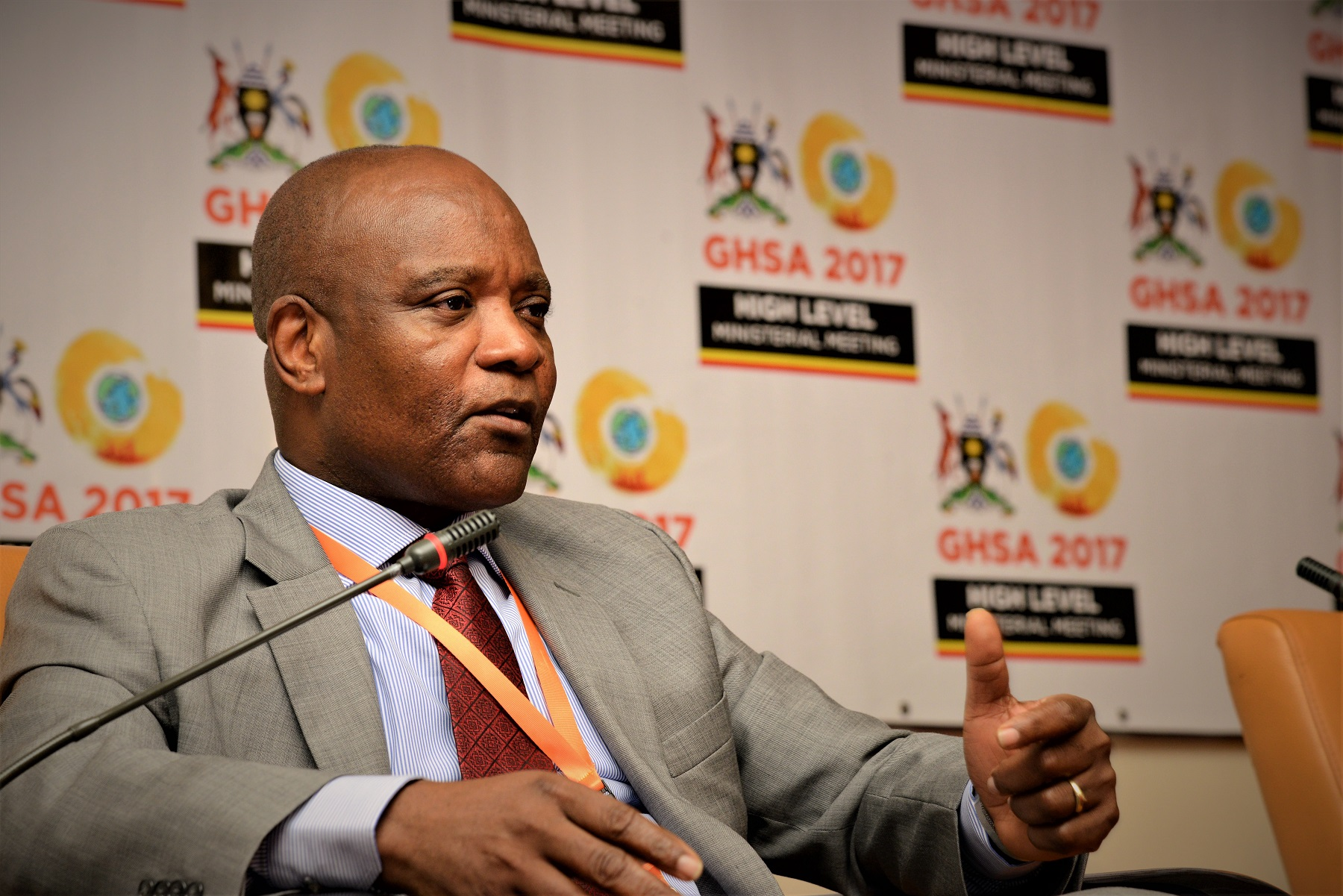
Africa-CDC-Direktor John Nkengasong (Kampala, 2016)

- Governing Board (Board). Das Präsidium besteht aus 15 Mitgliedern und ist ein beratendes Organ (Artikel 9 und 10)
- Advisory and Technical Council (The Council). Der Aufsichts- und Technische Rat besteht aus 23 Mitgliedern (Artikel 14 und 15)
- Secretariat. Das Sekretariat wird durch einen Direktor geleitet, der in der Funktion des CEO für Africa CDC bevollmächtigt ist (Artikel 19)[1]

Die bedeutendste Untergliederung für den Bereich des Sekretariats und damit die wesentlichste Arbeitsebene sind die Regionalen Zusammenarbeitszentren (Regional Collaborating Centres – RCC), die im Artikel 24 des Statuts beschrieben sind. Für die Aufbauphase von Africa CDC sind mindestens fünf Zentren vorgeschrieben. Zentren für die regionale Zusammenarbeit (RCC) gibt es für Nordafrika in Kairo, Ägypten, für Ostafrika in Nairobi, Kenia, für das Südliche Afrika in Lusaka, Sambia, für Westafrika in Abuja, Nigeria und für Zentralafrika in Libreville, Gabun.

## Finanzierung
Laut Statut der Africa CDC (Art. 31) wird die Institution aus dem Budget der AU sowie in Ergänzung durch mögliche Beiträge der Mitgliedsländer, der Organisationen der Entwicklungszusammenarbeit oder durch private Spender getragen.
Die Weltbank bewilligte am 10. Dezember 2019 ein Projekt in Höhe von 250 Millionen Dollar zur Bekämpfung von Pandemien, mit dem die Africa CDC den Aufbau von Laboren, ein System zur Erfassung von Gesundheitsdaten und Notfallmechanismen erstellen werden.

## Würdigung und Herausforderungen
In einem Artikel der US-amerikanischen Denkfabrik Brookings wird Africa CDC bescheinigt, die notwendigen politischen Richtlinien, das Personal und die Hilfen zur Bekämpfung von Epidemien wie Ebola erfolgreich entwickelt zu haben. Auch in den Reaktionen auf die COVID-19-Pandemie habe es die notwendigen koordinierten Schritte eingeleitet und angemessen gearbeitet. Herausforderungen bestünden noch immer darin, die nötige Autonomie zu entwickeln, die eigenen Kapazitäten zu stärken und mit ungenügend ausgestatteten nationalen Gesundheitssystemen arbeiten zu müssen.